# Steinwenden
Steinwenden là một đô thị ở huyện Kaiserslautern, trong bang Rheinland-Pfalz, phía tây nước Đức. Đô thị Steinwenden có diện tích 11,82 km², dân số thời điểm ngày 31 tháng 12 năm 2006 là 2525 người.